# Cantone di Janville
Il Cantone di Janville era una divisione amministrativa dell'arrondissement di Chartres.
A seguito della riforma approvata con decreto del 24 febbraio 2014, che ha avuto attuazione dopo le elezioni dipartimentali del 2015, è stato soppresso.

## Composizione
Comprendeva i comuni di:
- Allaines-Mervilliers
- Barmainville
- Baudreville
- Fresnay-l'Évêque
- Gommerville
- Gouillons
- Guilleville
- Intréville
- Janville
- Levesville-la-Chenard
- Mérouville
- Neuvy-en-Beauce
- Oinville-Saint-Liphard
- Poinville
- Le Puiset
- Rouvray-Saint-Denis
- Santilly
- Toury
- Trancrainville